# Élisabeth Turgeon
Marie-Élisabeth Turgeon (Saint-Étienne-de-Beaumont, 7 février 1840 - Rimouski, 17 août 1881) est une religieuse canadienne fondatrice des sœurs de Notre Dame du saint Rosaire et vénérée comme bienheureuse par l'Église catholique.

## Jeunesse et famille

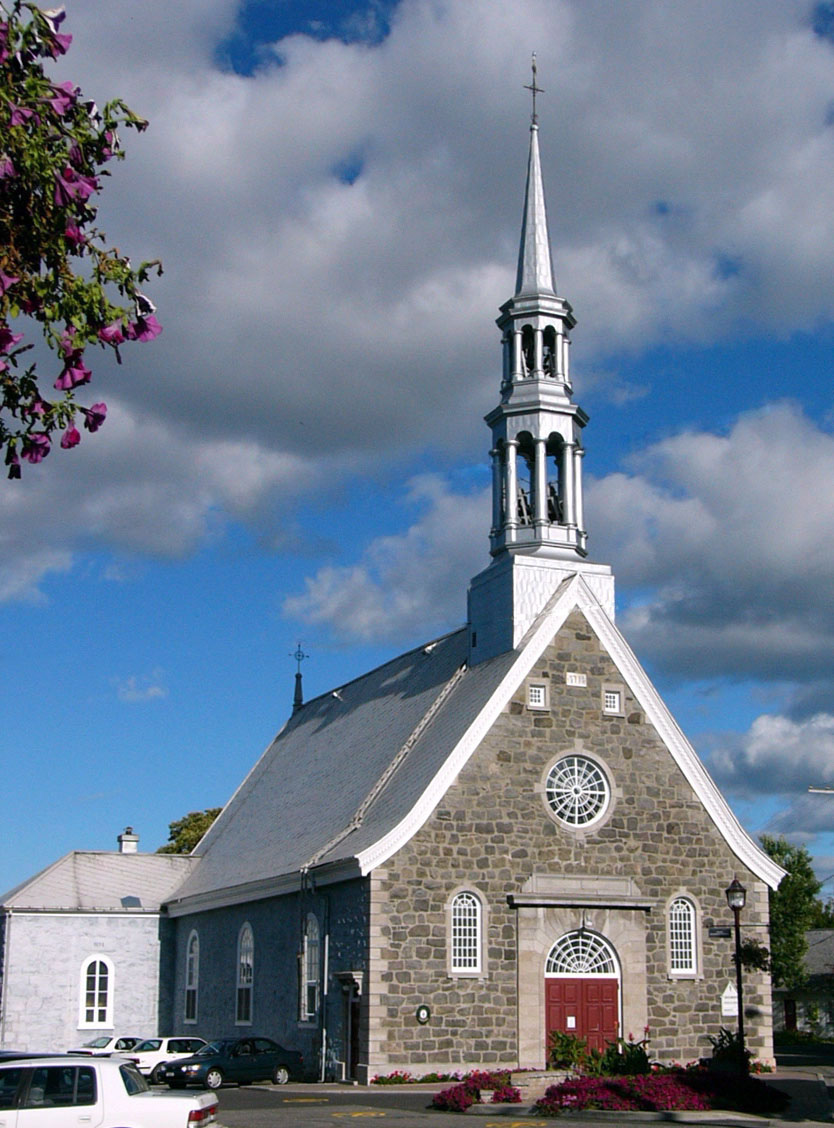
L'église de Saint-Étienne-de-Beaumont où Marie-Élisabeth Turgeon a été baptisée le 8 février 1840.

Marie-Élisabeth Turgeon est née le 7 février 1840 à Saint-Étienne-de-Beaumont dans la province du Bas-Canada. aujourd'hui la province de Québec. Louis-Marc Turgeon épouse Angèle Labrecque le 27 février 1832. 
La famille Turgeon est originaire de Saint-Jean-de-Mortagne au Perche et arrive au Québec, par Charles Turgeon, vers 1662.  
Agriculteur et notable de la paroisse, son père eut, entre autres, à jouer un rôle important dans sa communauté à titre de marguillier et président de la Commission scolaire.  
Cette famille de 9 enfants, croyante et pratiquante, reçoit une éducation des plus solides où la prière est à l'honneur. Dès son plus jeune âge, elle visite régulièrement l'église de Beaumont et le Saint-Sacrement. L'épreuve la touche particulièrement à l'âge de 15 ans lorsque son père décède prématurément. Elle doit ainsi renoncer à demander son entrée comme pensionnaire dans un couvent pour compléter ses études. 

## Formation académique
Élève des Ursulines de Québec, elle a fréquenté l'École normale Laval de Québec de 1860 à 1862, alors que l'abbé Jean Langevin en était le principal. Elle fut diplômée en 1862.

## Enseignante
Elle a enseigné successivement à Saint-Romuald, à Saint-Roch de Québec et à Sainte-Anne-de-Beaupré.

### Sainte-Anne-de-Beaupré (1873-1874)

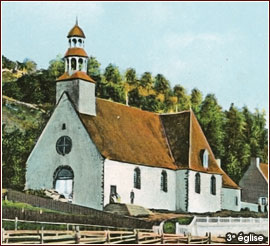
L'église de Sainte-Anne-de-Beaupré, tout juste avant sa démolition en 1878, comme elle apparaissait lors de la visite d'Élisabeth Turgeon en 1873-1874.

À l'été 1873, c'est dans cette dernière paroisse que celle-ci confia ses espoirs de guérison en la bonne sainte Anne. Ne pouvant compter sur la médecine ou les moyens humains pour fins de guérisons, elle mit toute sa confiance dans cette Sainte, pour qui les ancêtres percherons ont importé la dévotion au pays. Sainte-Anne-de-Beaupré, pays des miracles, s'avérait une place de choix pour y prendre direction d'une petite école sise entre la rivière aux Chiens et l'église, non loin (deux milles) de la fameuse basilique Sainte-Anne-de-Beaupré édifiée en l'honneur de la grande Thaumaturge. Pour se rendre favorable à sainte Anne, celle-ci enseignera pendant un an à cette école. 
Dans ce lieu reculé, Élisabeth découvrira une pauvreté sans précédent. Les Rédemptoristes qui s'y installeront 6 ans plus tard décriront l'endroit comme étant reculé, complètement hors du monde, où seuls les animaux sauvages subsistent et ressemblant plus en hiver à un désert abandonné et terrifiant qu'à un aimable et agréable ermitage. Le Père Klauss, supérieur des Rédemptoristes, définit le peuple comme étant d'une ignorance effrayante : de loin la plus grande partie ne peut ni lire, ni écrire. Plus grande encore que l'ignorance est la pauvreté des gens ; ils sont misérables au sens fort du terme. De surcroît, la terre est mauvaise, peu fertile. Seul espoir au tableau, la région de Sainte-Anne est totalement catholique.
Les mois passèrent et la bonne sainte Anne ne l'oublia pas. Son état de santé s'améliora au point où, pour remercier sainte Anne de son intercession auprès de Dieu, Élisabeth ouvre pendant six mois une classe gratuite pour les pauvres. C'est durant ce dernier semestre de 1874 que Jean Langevin lui adressera une seconde lettre la pressant d'acquiescer à sa demande. Étant encore souffrante, elle s'est dite heureuse de ne pouvoir refuser la demande sous bon prétexte de sa promesse, redoutant la charge d'une classe nombreuse à Rimouski. Monseigneur connaissait fort bien les qualités exceptionnelles de son ancienne élève. Tenace, ce dernier avait des vues bien à lui pour cette femme d'exception...

## Vie religieuse
Le 3 avril 1875, à l'invitation de Jean Langevin, premier évêque du diocèse de Rimouski, elle entra chez les Sœurs des Petites-Écoles, dans le but de former des institutrices qualifiées pour les écoles des paroisses du diocèse de Rimouski. Elle fit profession des vœux de religion, avec 12 compagnes, le 12 septembre 1879.

## Directrice et fondatrice

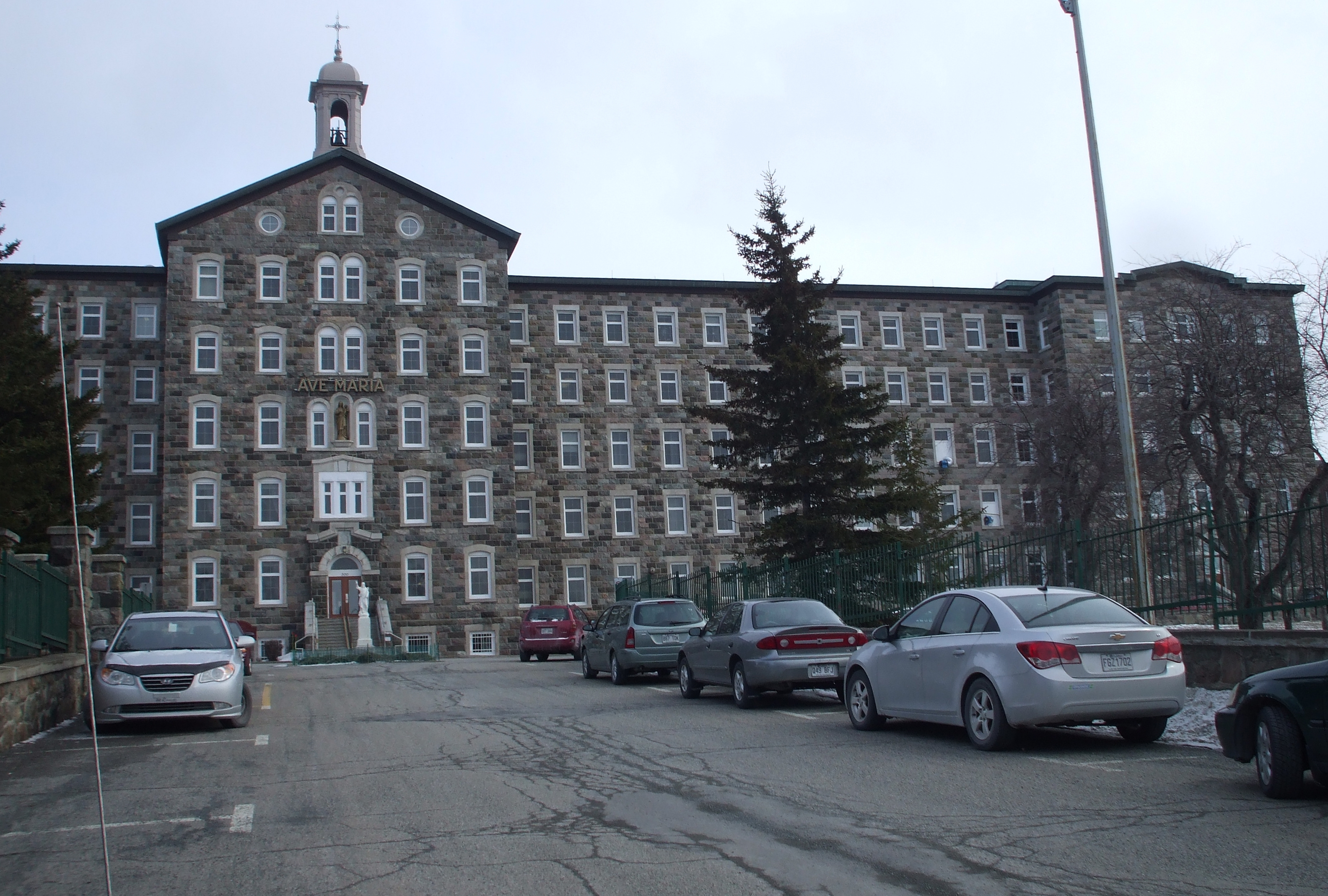
Résidence des Sœurs de Notre-Dame du Saint-Rosaire à Rimouski.

Le 12 septembre 1879, elle est nommée première supérieure de la congrégation des Sœurs des Petites-Écoles, qui devient en 1891, la congrégation des Sœurs de Notre-Dame du Saint-Rosaire. De 1875 jusqu'à sa mort en 1881, elle a consacré plus particulièrement son œuvre à assurer l'encadrement et la pérennité des établissements d'enseignement du diocèse de Rimouski.

### Première fondation à Saint-Gabriel-de-Rimouski
Cette femme de santé fragile mais dotée d'une vive intelligence, donnera sa vie à l'établissement des premières écoles de ces petits villages qui jadis très pauvres, éloignés et venant tout juste d'être colonisés, font aujourd'hui la fierté de nos belles régions québécoises. Il suffit d'évoquer le cas de Saint-Gabriel-de-Rimouski, où en janvier 1880, eut lieu l'établissement d'une première mission. Les deux premières missionnaires y découvrent leur première école :  La maison mesure 26 x 20 pieds dans un petit village perdu en pleine forêt. Neuf pieds sont réservés pour la chambre des résidentes. Les fenêtres ne sont pas posées, une ouverture sur le toit attend le tuyau de l'unique poêle, mais laisse aussi entrer les vents et la neige. Une couche de glace couvre le plancher. Le froid est extrême dans cette école construite à la hâte.

### Missions de Port-Daniel et Saint-Godefroi
Les conditions d'établissement de fondation ne s'améliorent pas pour nos bonnes sœurs. De surcroît, elles devront affronter de grandes distances pour l'époque avec des moyens de transport sans grand confort (train et bateau). C'est plus de 386 km à parcourir pour atteindre les deux nouvelles fondation de Port-Daniel et Saint-Godefroi. Malgré l'avis contraire de son médecin, Élisabeth voulut présider elle-même à l'installation des sœurs désignées pour ces localités lointaines. Elle part le 3 septembre 1880. Le voyage fut exténuant. Particulièrement en mer où elle en fut très mal accommodée. À son retour, elle découvrit qu'elle avait trop exigé de sa faible constitution. Déjà affaiblie par un début de tuberculose pulmonaire, elle ne devait pas se relever de cet excès d'épuisement. Mais le mal sournois accomplira son œuvre et le reste sera l'histoire d'une longue et lente agonie dans des circonstances non moins héroïques...

## Problèmes de santé et décès

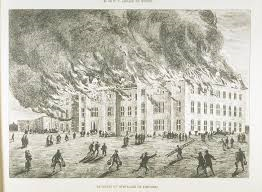
Incendie du 2e séminaire de Rimouski en 1881, inauguré en 1876 par Jean Langevin.

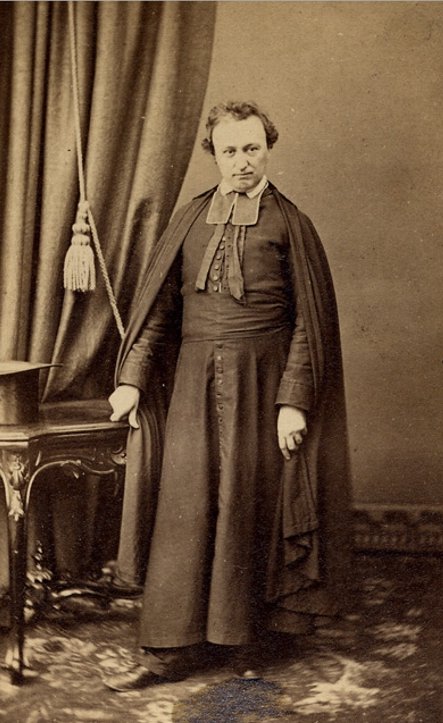
Le Grand Vicaire du diocèse de Rimouski, Edmond Langevin, frère de Jean Langevin

De son lit, elle continua à diriger, dans les moindres détails, les activités de la congrégation. Le 23 mars 1881, son confesseur et le médecin furent appelés d'urgence à la suite d'hémorragies qui se répétèrent. Le 26 mars, vers minuit, une crise plus grave fit craindre la fin et son confesseur lui récita la prière des agonisants. 
Le 5 avril 1881, le récent séminaire, fruit de tant de sacrifices par le clergé et la population, fut rasé par les flammes. Comme elle souffrait davantage du mal des autres que de sa propre maladie, elle ira jusqu'à offrir en gage de générosité la demeure qu'occupait la congrégation à Jean Langevin pour que le séminaire puisse reprendre son œuvre. Elle fut donc contrainte à superviser de son lit toute l'opération de déménagement de la congrégation dans ses nouveaux locaux. Il fallut attendre le 9 juin avant de transporter la malade dans le nouvel emplacement de la congrégation. 
Le 26 juillet 1881, se souvenant que la fondatrice avait obtenu jadis de la bonne sainte Anne des faveurs de soulagement et de guérison, la communauté passa la journée de la fête de la Sainte à la chapelle. Malgré les prières continues à haute voix, la chère Mère ne reçoit aucun soulagement. Au début du mois d'août, le mal reprit de la virulence. La malade était trop faible pour se lever. Le 8 août 1881, la fondatrice est dans un état de grande faiblesse. Le 14, monsieur le Grand Vicaire, Edmond Langevin, fait communier la malade en viatique. Le 15 août, fête de l'Assomption, deux jeunes professes et deux postulantes sont admises auprès de la mourante : « La chère Mère sourit aux deux jeunes professes ; celles-ci prolongent leur visite. Elle console, leur recommande la soumission à l'adorable volonté de Dieu... Sa voix est si faible, ses paroles sont si douces, ses regards si tendres, que toutes voudraient rester près de sa couche... Elle porte un long regard sur les deux postulantes, puis elle dit : Ces chères enfants sont biens jeunes pour rester orphelines.» Le 16 août, le docteur Fiset vient la voir : « Mourrais-je aujourd'hui ? » lui demande-t-elle. Il lui répondit : « Si vous passez la journée, vous ne passerez pas la nuit prochaine. »  En lui serrant la main, il dit : « Vous paraissez si contente de mourir. »  « Le Grand Vicaire s'agenouille auprès du lit funèbre ; il prie en silence puis se tournant vers les sœurs, il dit d'un ton grave et ému : Laissez-la partir » « L'agonie est courte et paisible ; elle expire, il est minuit et vingt minutes, le 17 août mercredi. »

## Béatification
Son œuvre ayant été remarquée, la cause de canonisation d'Élisabeth Turgeon a été ouverte au diocèse de Rimouski en 1990 puis au Vatican en 1994. Le 11 octobre 2013, le pape François reconnaît par décret officiel l'héroïcité de ses vertus faisant d'elle la première diocésaine de Rimouski à être reconnue comme vénérable par le Vatican. Cette reconnaissance précède la béatification et la canonisation éventuelles.
En septembre 2014, le pape François a promulgué un décret reconnaissant un miracle qui lui est attribué.
Sa béatification a été faite le 26 avril 2015 à Rimouski, au Québec.